# A Quiet Little Marriage
A Quiet Little Marriage é um filme de drama de 2008 dirigido por Mo Perkins e escrito por Perkins, Mary Elizabeth Ellis e Carter Cy. Ellis e Carter também estrelam o filme. 

## Elenco
- Mary Elizabeth Ellis como Olive
- Cy Carter como Dax
- Jimmi Simpson como Jackson
- Michael O'Neill como Bruce
- Charlie Day como Adam
- Melanie Lynskey como Monique
- Lucy Devito como Silvia

## Prêmios e indicações
O filme ganhou o prêmio de "Melhor Filme Narrativo" no Festival de Cinema de Slamdance em 2009.